# Chhahara
Chhahara (nep. छहरा) – gaun wikas samiti w zachodniej części Nepalu w strefie Lumbini w dystrykcie Palpa. Według nepalskiego spisu powszechnego z 2001 roku liczył on 1037 gospodarstw domowych i 5178 mieszkańców (2816 kobiet i 2362 mężczyzn).